# Ван Бјурен (Мисури)
Ван Бјурен (енгл. Van Buren) град је у америчкој савезној држави Мисури.

## Демографија
По попису из 2010. године број становника је 819, што је 26 (-3,1%) становника мање него 2000. године.
| Група             | 2000.       | 2010.       |
| Белци             | 813 (96,2%) | 784 (95,7%) |
| Афроамериканци    | 3 (0,4%)    | 0 (0,0%)    |
| Азијати           | 0 (0,0%)    | 0 (0,0%)    |
| Хиспаноамериканци | 11 (1,3%)   | 24 (2,9%)   |
| Укупно            | 845         | 819         |